# Pylica azbestowa

Zdjęcie rentgenowskie klatki piersiowej w projekcji bocznej u osoby z azbestozą. Widoczne płytki ponad przeponą.

Pylica azbestowa (inaczej azbestoza) – choroba płuc, będąca wynikiem wieloletniego wdychania wraz z powietrzem włókien azbestowych o mikroskopijnych rozmiarach (20-50 µm). Następuje zwłóknienie płuc, często również i opłucnej, gdyż włókienka azbestu działają silnie drażniąco na drodze chemicznej i mechanicznej. Powikłaniem azbestozy jest często rak oskrzela (ryzyko zwiększone około czterokrotnie) oraz międzybłoniak opłucnej (prawie tysiąckrotnie zwiększone ryzyko).
Pylica azbestowa objawia się narastającą dusznością podczas wysiłku. Podczas osłuchiwania płuc stetoskopem, nad ich dolnymi polami słyszalne mogą być trzeszczenia. W diagnostyce choroby stosuje się badanie rentgenowskie klatki piersiowej i tomografię komputerową wysokiej rozdzielczości. Wykorzystywane są również badania czynnościowe układu oddechowego. W plwocinie można stwierdzić obecność ciałek azbestu, co potwierdza narażenie na azbest. Nie jest możliwe leczenie przyczyny pylicy azbestowej w momencie jej rozpoznania. Główny nacisk kładzie się na profilaktykę polegającą na eliminowaniu azbestu ze środowiska, środki ochrony i badania lekarskie pracowników narażonych na pył azbestowy.

## Zobacz
Monfalcone – miejscowość i gmina we Włoszech, w regionie Friuli-Wenecja Julijska, w prowincji Gorycja. Tam opis zgonów robotników portowych na azbestozę.

Przeczytaj ostrzeżenie dotyczące informacji medycznych i pokrewnych zamieszczonych w Wikipedii.